# Mediaster bairdi
Mediaster bairdi är en sjöstjärneart som först beskrevs av Addison Emery Verrill 1882.  Mediaster bairdi ingår i släktet Mediaster och familjen ledsjöstjärnor.
Artens utbredningsområde är Mexikanska golfen.

## Underarter
Arten delas in i följande underarter:
- M. b. bairdi
- M. b. capensis